# Papeete lövetése

A Kelet-Ázsiai Hajóraj és a hozzá csatlakozó egységek útvonala a háború elején

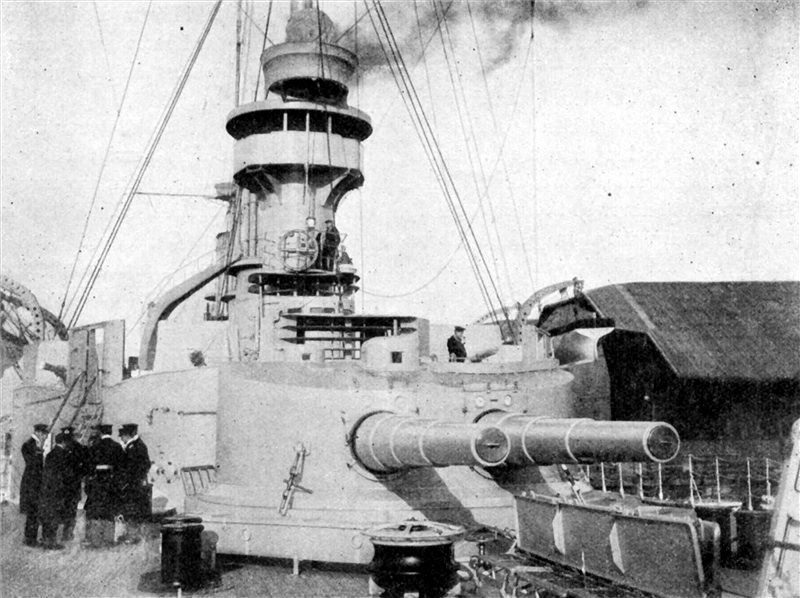
A Scharnhorst egyik lövegtornya

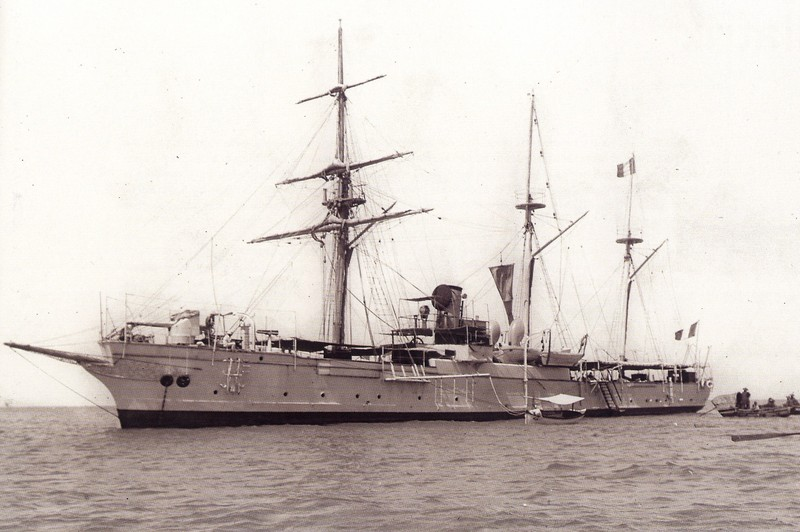
A Zélée ágyúnaszád 1911-ben

Papeete lövetése az első világháború egyik harci cselekménye volt a csendes-óceáni hadszíntéren, melynek során a Scharnhorst és a Gneisenau német páncélos cirkálók lövették a város katonai jelentőségű célpontjait.
A két német hadihajó 1914. szeptember 22-én érkezett Francia Polinézia kormányzati központjának, a Tahitin lévő Papeete városának a kikötőjéhez azzal a szándékkal, hogy szenet vételezzenek az itteni raktárakból és feltöltsék egyéb készleteiket. Miután a franciák nem voltak hajlandók tárgyalni velük és célzott lövéseket adtak le irányukba, a páncélos cirkálók a város feletti erődítéseket majd a kikötőben horgonyzó ágyúnaszádot tűz alá vették. A célt tévesztő lövedékek tűzvészt okoztak a városban, melynek két háztömbje teljesen leégett. Az összetűzés kezdetén a franciák felgyújtották a szénraktárakat, így a németek saját készleteik feltöltése nélkül voltak kénytelenek távozni.
A támadás révén a britek meg tudták határozni Spee hajóinak helyzetét és Dél-Amerika partjaihoz küldtek egy cirkálóköteléket feltartóztatásukra. Ez az intézkedés a Coronel-foki csatához vezetett.

## Előzmények

### A Kelet-ázsiai Hajóraj útja Tahitiig
Maximilian von Spee tengernagyot, a Kelet-ázsiai Hajóraj (Ostasiengeschwader) parancsnokát a háború kitörésének híre Ponapén érte, ahol július 17. és augusztus 6. között állomásozott két páncélos cirkálójával. Rajának a térségben szétszórtan lévő hajóit a Mariana-szigetekhez tartozó Pagan-szigetnél vonta össze és innen a Csendes-óceán felé hajózott tovább. Ekkor a Scharnhorst és Gneisenau páncélos cirkálók, a Nürnberg könnyűcirkáló, a Titania segédcirkáló és számos szénszállító állt rendelkezésére. A Nürnberget és a Titaniát a Hawaii-szigetekhez küldte információk beszerzéséért és a Fanning-szigeten lévő rádióállomás kiiktatására. Spee ezután arról értesült, hogy ausztrál és új-zélandi csapatok megszállták Német Szamoát és a páncélos cirkálóival ide hajózott abban bízva, hogy ellenséges hadihajókat – akár még az Australia csatacirkálót is – lephet meg itt egy rajtaütésszerűen végrehajtott hajnali támadással, de itt nem talált ellenséges hajókat. A szigetet megszálló másfélezer főnyi katonaság (Samoa Expeditionary Force) egy részét is kivonták már ekkorra. A parton észleltek ellenséges katonákat, de mivel elegyedtek a helyi lakosokkal és a sátraik is közel voltak felverve a civil épületekhez, nem nyitottak rájuk tüzet.
Spee emberei eddig még nem találkoztak az ellenséggel és alig várták, hogy megütközzenek velük, ezért a tengernagy úgy döntött, hogy a rajának gyülekezőhelyként kijelölt Húsvét-szigetre tartó útja során rajtaütést hajt végre az útba eső Papeete ellen, ahol ellenséges hadihajók jelenlétére számított, majd az itteni kikötőben tárolt 5000 tonna jó minőségű Cardiff-szénből feltölti rajának készleteit. A várható harctól a morál javulását is várta. Papeete elérése előtt, szeptember 17-én a brit Cook-szigetekhez tartozó Szuvarov-atollnál még egyszer tervezett szenet vételezni a kísérőhajókról, de a kedvezőtlen időjárás ezt nem tette lehetővé. Szeptember 18-án a terveit a következő tartalmú jelüzenetekkel közölte:
„Szándékomban áll a Tahitin fellelhető ellenséges hadihajókat leküzdeni, a szénkészleteket lefoglalni és élelmiszerellátást biztosíttatni. Először a tárgyalókat szállító csónak fut be, majd visszaérkezése után röviddel a hajók. Erőszakos fellépésre abban az esetben kerül sor, ha a követeléseknek nem tesznek eleget. A célpontok elsőként azok a helyek, ahonnan tüzet nyitottak, utána a megerősített helyek, az arzenál, nyilvános épületek stb. A célpontok megosztása a hajók helyzete alapján történik. A lefoglalásokhoz előreláthatólag a felfegyverzett kutterek igénybevételével kerül sor. Az aknakereső eszközt használatra kész állapotban kell tartani.”
Francia Polinéziához érve a Scharnhorsttal és a Gneisenauval előbb a közelebb eső Bora Bora szigetnél vett fel szenet az őket kísérő O. J. D. Ahlers teherhajóról, míg a többi szénszállítót a Nürnberg és a Titania biztosítása mellett Nuku Hiva szigethez küldte az akció idejére. A német hajók felségjelzések nélkül jelentek meg, csak az utasításokat jelölő zászlók voltak rajtuk felvonva és a helyiek úgy vélték, angolokkal van dolguk. A páncélos cirkálók a Nürnberg és a Titania által a Fanning-szigeten zsákmányolt aranyból fizették ki az élelmet, melynek beszerzését a csendőrség helyi vezetője (egy csendőrbrigadéros) szervezte meg. A csendőrtiszt egy nagy virágcsokrot is átadott a hajóraj parancsnokának a hajóján tett látogatása során. A németek tőle és egy kereskedőtől szerzett értesülések révén a térségben állomásozó francia haderőről pontos képet szereztek, mint ahogy Papeete szénraktárának elhelyezkedéséről és méretéről is. Az itt szerzett értesülések szerint a főváros partvédelméhez 16 darab 16 cm-es, 4 darab 14 cm-es és 2 darab 9 cm-es ágyú tartozott, valamint az ott lévő Zélée ágyúnaszád ágyúival is a partvédelmet erősítették meg. Bora Borát elhagyva a szigeten lévő franciák jó utat kívánva félig levonták az árbocrúdon a francia lobogót, majd ismét felvonták. Erre válaszolva vonták fel a cirkálókon a német hadilobogót.

### Francia védelmi előkészületek
A franciáknak nem volt erős védelmük Papeete-nél, de figyelmeztették őket, hogy a német hajóraj támadást intézhet Tahiti ellen és egységeit észlelték már Szamoa előtt. Habár Papeete az óceániai francia telepek központja volt, mégis elhanyagolt gyarmatnak számított. A háború kitörésekor még nem rendelkezett rádióállomással és a védelmét is csak 25 gyarmati katona és 20 csendőr látta el.
A védelem megerősítéséhez Maxime Destremau tengerészhadnagy, a faépítésű vén Zélée ágyúnaszád parancsnoka és Papeete rangidős tisztje leszereltették a naszád 100 mm-es tatlövegét valamint az összes 65 mm-es és 37 mm-es lövegét és a szárazföldön helyezték el őket, hogy a partvédelem elavult ágyúi helyett ezeket vethessék be. Néhány Ford teherautót páncélautóvá alakítottak át és az ágyúnaszád 37 mm-es lövegeit ezekre szerelték fel. A 160 tengerészt és tengerészgyalogost felkészítették egy német partraszállási kísérlet visszaverésére. A Zélée fegyverzetéből csak a 100 mm-es orrlövegét tarthatta meg és a fedélzetén csak a legénység 10 tagja maradt a naszád parancsnokhelyettese irányításával. Az ágyúnaszádon és a kikötői erődítéseken kívül a kikötőben állt még a Zélée által a háború elején elfogott német Walküre teherszállító. A franciák az intézkedéseik ellenére sem tehettek a két német cirkálóval szemben sokat, melyek összesen 1500 főnyi legénységéből erősebb partraszálló erőt lehetett összeállítani, mint amekkora a franciák védelme volt.

## A támadás
Tahiti felé éjszaka a két páncélos cirkáló 12, a szénszállítójuk 10 csomós sebességgel haladt, így utóbbi némileg lemaradhatott a némi veszéllyel járó akció előtt a hadihajók mögött. Szeptember 22-én hajnali hatkor a sziget felé közeledő cirkálók napkeltekor megállapították, hogy a sötét éjszaka során a vártnál erősebb nyugati irányú áramlások miatt nem a papeete-i kikötő elé érkeztek meg, hanem a nyugati szomszéd szigettől, Mooreától voltak 5 tengeri mérföldnyire északra, Papeete-től pedig 10 tengeri mérföldre nyugatra.
A közeledő hajókat a franciák 07:00 körül észlelték, mire riadót rendeltek el. Amint a németek előtt Tahiti előbukkant egy esőfelhőből, az obszervatóriumnál felállított I. számú partvédelmi üteg, majd a Tipaerui folyó völgyében elhelyezett II. üteg jelzőlövéseket adott le, amivel azonosításra szólították fel az idegen hajókat. Erre az idegen hajók nem reagáltak. A német hajókon egyedül a révkalauzt kérő zászlók voltak felhúzva, más ismertetőjelük nem volt, így cirkálva a kikötő előtt várták, hogy eléjük küldenek egy csónakot tárgyalókkal.
Egy csónak hamarosan útnak indult feléjük, de mikor a kikötő közepéhez ért, egy az erődből az orra elé leadott lövés visszafordulásra kényszerítette. A II. üteg 07:14-kor 6000 méter távolságból 2-3 lövést adott le éles lőszerekkel, melyek a cirkálók közelében csapódtak be és ez szertefoszlatta Spee tengernagy azon reményeit, hogy erő alkalmazása nélkül lépjen fel Papeete-nél.
Az ellenséges tűz azonnali viszonzását egy leereszkedő esőfelhő akadályozta meg, mely eltakarta a Papeete felett magasodó dombokat. 07:30-kor a németek zászlójelzéseket adtak le, melyben felszólították a lakosságot a város elhagyására és jelezték, hogy támadást fognak intézni. Az átmenetileg kedvezőtlen látási viszonyok miatt a cirkálók előbb kitérő manővert hajtottak végre és növelték a távolságot, majd 07:40-től délnyugati irányban alacsony sebességgel haladtak el a sziget előtt.
A partot távcsöveiken figyelemmel tartó németek türelmesen megvárták, míg az utolsóként látható bérkocsi és egy kerékpáros is elhagyta a várost, majd 07:58 és 08:05 között a két cirkáló a II. számú üteget tűz alá vette 7000 méter átlagos távolságból. Mivel az ellenséges állást csak a tüzérségi megfigyelő állásból (Fleckerstand) lehetett teljesen kivenni, a célzást egy másik tereptárgy segítségével közvetett módon végezték el. Ebből a megfigyelő állásból látták, amint az ágyúk kezelői fedezékbe vonultak. A németek az ütegen nem értek el közvetlen találatot.
08:05 után a németek a kikötőt és a tengerpartot fürkészték lehetséges célpontok után kutatva. A vámház előtt felismerték az Oceana hamburgi hajótársasághoz tartozó nagyméretű Walküre gőzhajót, melynek feléjük eső oldalán a Zélée ágyúnaszád állt felvont lobogóval és kivehető volt rajta egy löveg is. A hadihajó fedélzetén nem láttak embereket. 08:20-kor azon a helyen, ahol a szénraktáraknak kellett lenniük, nagy tűz keletkezését észlelték a cirkálókról. Mivel a lángok távol a tüzelési irányuktól távol gyúltak meg, a németek úgy vélték, hogy a hatóságok rendelkeztek a szénkészletek megsemmisítéséről.
Ezt követően a cirkálók északkeleti irányra álltak és 08:29 és 08:33 között ismét tűz alá vették a II. számú üteget átlagosan 6200 méteres távolságból. Erre az ellenség már nem válaszolt. Az üteget ért két tűzcsapás során összesen 32 darab 21 cm-es repeszgránátot lőttek el.
Mivel a kikötőbe való benavigálást segítő kőépítményeket a franciák részben elbontották, Spee nem kockáztatta meg a nagy hajóival a behajózást és ezért már csak a Zélée megsemmisítését tűzte ki célul. A 09:17 és 09:22 közötti öt percben a két páncélos cirkáló az ágyúnaszádtól 3400 méterre megállva tűz alá vették azt és 14 darab 21 cm-es és 35 darab 15 cm-es repeszgránátot lőttek ki rá. Már a második lövés felszakította az oldalát a vízvonalon a tatnál és további két találat elszenvedése után 09:25-kor felvont lobogóval, tatjával előre elsüllyedt. A rajta lévők már akkor elhagyták, mikor a németek áthelyezték rá a tüzüket. A mellette álló Walkürét is több találat érte.
Az alacsony röppálya miatt számos lövedék eltévesztette a célt és a környező épületeket találta el. Az egyik kikötői raktárt ért találat lángra lobbantotta a benne tárolt koprát, mely magas zsírtartalma miatt lángra lobbant és a szomszédos épületekre átterjedve nagy tűzvészt keltett a városban, két háztömböt teljesen leégetve. 09:26-kor a franciák az egyetlen meghagyott, a navigációt segítő rácsos oszlopot is felrobbantották, így a kikötőbe való biztonságos behajózás végképp lehetetlenné vált.
Egy tudósítás a bombázásról a következőket írta:
Minden beszámoló szerint a cirkálók a tüzüket kizárólag a Zelie (sic!) felé irányozták, de a célzásuk gyengének mondják. Sok lövés rövidre sikerült és sok túl hosszúra sikeredett, így az egész üzleti központ, az általános piacot és a tengerpart mentén lévő raktárépületeket szitává lőtték. A francia parancsnok még a tűzharc parancsot adott a szénkészletek felgyújtására és a füst beborította a várost. A franciák a Zélée és a Walküre elsüllyesztéséhez is hozzáláttak még az összecsapás kezdetén, de a beszámolók szerint az elsüllyedésüket a német lövedékek okozták.
Mivel a szénkészletek megsemmisültek és mert tartott attól, hogy a kikötő el van aknásítva, Spee nem látta értelmét, hogy partra küldje embereit, ezért 11:00-kor elvonult a kikötő elől. Amint a lövetéssel felhagytak, egyes személyes visszaemlékezések szerint a franciák a következő zászlójelzést adtak le :Van itt 30 túszom!. A német hajókon feltételezték, hogy a franciák a szigeten lévő német állampolgárok bántalmazását helyezték kilátásba és ez felháborodást váltott ki a körükben.
Papeete elhagyása után a cirkálók Nuku Hiva felé hajóztak el, hogy csatlakozzanak a Nürnberghez, a Titaniához és a szénszállítókhoz.

## A támadás után

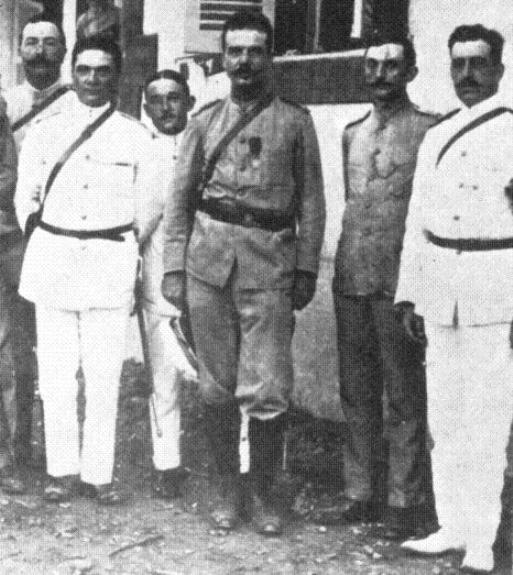
Maxime Destremau és a törzse (Papeete, 1914)

### Okozott károk
A két lángba borult háztömb teljesen leégett mire el tudták oltani a tüzeket. A kopra-lerakat, egy piac és számos más épület teljesen megsemmisült. A lakosság nagy része a sziget belsejébe menekült a harc kezdetén, de egy japán állampolgár – aki gépjárművével épp ekkor hajtott be a településre – és egy polinéz fiú életét vesztette a becsapódó lövedékektől. Bár a két hajó elsüllyedt a kikötőben, katonai áldozata francia részről sem volt az összecsapásnak. 1915-ben a bombázás által okozott kárt 2 millió frank felettire becsülték, melyet részben egy a szigeten lévő német kereskedelmi raktár elkobzásából enyhítettek. A hetekkel korábban már gyakorlatilag hadifogolyként más szigetre szállított német állampolgárságú lakosokat arra kényszerítették, hogy a Spee hajóraja által okozott károk helyreállításában segédkezzenek, mely intézkedések sértették a genfi konvenciót (mind a lényegében hadifogolyként való kezelésük, a vagyonelkobzás és a munkára kényszerítés). A támadás legfőbb következménye talán az volt, hogy a kopra ára drámaian visszaesett a régióban, mivel ezt a helyiek eddig főként a német kereskedőknek adták el. Őket viszont most internálták. A szigeten 18 nap múlva az a hír keltett pánikot, hogy Spee hajóraja rövidesen vissza fog térni és újra támadást intéz a város ellen.

### Belső hatalmi harcok a támadás után Tahitin
A támadás hetekig tartó belső hatalmi harcot eredményezett a szigeten. Destremau hadnagy felrótta Fawtier kormányzónak, hogy egy katolikus missziónál keresett menedéket a bombázás ideje alatt és ezzel szerinte megszegte a kötelességét és rossz példát mutatott. Kettejük nem értett egyet abban a tervben sem, mely szerint az okozott károk enyhítésére a város német állampolgáraitól 1 millió frankot koboztak volna el.
Októberben Destremau hadnagy megparancsolta Fawtier kormányzónak, hogy hagyja el a gyarmatot. A kormányzó erre nem volt hajlandó, mire a hadnagy megfenyegette, hogy őrizetbe veteti. Fawtier erre felfüggesztette Destremau-t a csapatok vezetői tisztségében és őrizetbe vetette. A hadnagy helyettese azonban a felettesét támogatta és a katonák fellázadtak a barakkokban. A kormányzó erre hírnököt küldött a Fidzsi-szigetekre, hogy a francia Távol-keleti Flottától kérjen további instrukciókat. A válasz az volt, hogy Destremau-nak engedelmeskednie kell Fawtier kormányzónak.
A Távol-keleti Flotta a hónap során Tahitire érkező parancsnoka vizsgálatot indított az ügyben, melynek eredményeként felmentette a kormányzót az őt ért vádak alól, ugyanakkor Destremau hadnagy Tahiti védelmében hozott intézkedéseit is méltatta. A flottaparancsnok Marau volt királynőt is hibáztatta, amiért az a katonákat a kormányzó ellen fordította. Destremau-t két hónap börtönbüntetésre ítélte a Papeete védelme során tanúsított eljárása és a Zélée ágyúnaszád elvesztése miatt. Őrizetbe véve szállították Toulonba, ahol hadbíróság elé akarták állítani, de még ez előtt 1915-ben betegségben elhunyt. 1918-ban tetteit helyesnek ítélték meg és posztumusz megkapta a Francia Köztársaság Becsületrendjét.

### AzOstasiengeschwadertovábbi útja
A visszavonulás után a Scharnhorst és a Gneisenau csatlakozott a Nürnberghez Titaniához Nuku Hivánál, ahol feltöltötték készleteiket és a legénység tagjai is elhagyhatták a hajóikat, mielőtt útnak indultak a Húsvét-szigethez, ahol találkoztak a raj többi egységével. Habár a támadással sikerült két hajót is elsüllyeszteniük, a fő céljukat, a szénkészletek megszerzését nem sikerült elérniük.
A Papeete elleni akció révén értesült a brit admiralitás Spee hajóinak helyzetéről és útirányáról, így jelezhette Christopher Cradock altengernagynak, a karibi brit hajóraj parancsnokának ezeket az információkat, aki ezt követően erőinek egy részével Dél-Amerikát megkerülve indult feltartóztatni Spee-t. Papeete lövetése ily módon a Coronel-foki csatához vezetett.

## Függelék – Az amerikai konzul másnapi jelentése

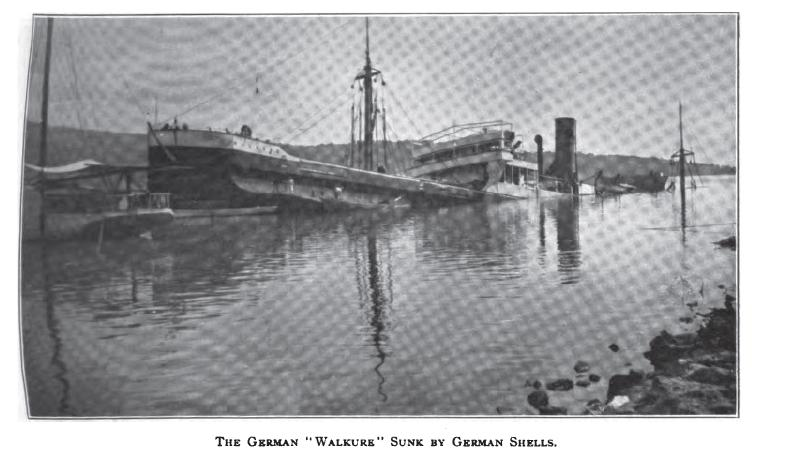
A sekély vízben megfeneklett Walküre teherszállító

A következő rész a papeete-i amerikai konzul 1914. szeptember 23-án (a támadás másnapján) kelt jelentését tartalmazza. A leírás semlegesnek tekinthető, bár a városban okozott pusztítást több más szemtanúval ellentétben – talán még a támadás óta eltelt rövid idő és ebből fakadóan a történtek kellő elemzése híján – a németek szándékos tettének tulajdonítja. Spee előzetes utasításai között szerepelt a kormányzati épületek lövetése arra az esetre, ha a franciák nem működnének együtt, de a támadáskor a német források szerint a tüzérségi ütegek mellett csak a kikötőben horgonyzó ágyúnaszádot jelölte meg célpontként.

„A tiszteletre méltó külügyminiszternek Washingtonba
Uram:
Az a megtiszteltetés ért, hogy jelenthetem, e hónap 22-én 06:30 körül délelőtt két csatahajó és egy szénszállító hajó tűnt fel Papeete előtt. A csatahajók, melyek a szénszállítót kint hátrahagyták, a városhoz közeledtek, míg háromnegyed mérföldre a várost körbezáró sziklazátonyon kívülre értek. A révkalauzt kérő jelzésen kívül nem volt más zászlójuk felhúzva. Erre a révkalauz csónakja megindult a hadihajók irányába. Mikor a kikötő közepéhez ért, egy az orra elé leadott lövés visszafordulásra késztette; a lövés a város mögötti magaslatokon álló erődítmények felől érkezett. Ezután két lövést adtak le a csatahajók irányába azzal a szándékkal, hogy azok nemzetiségét megtudakolják, de azok nem reagáltak a lövésekre. Továbbra is fel-alá hajóztak a kikötő bejárata előtt, nagyjából 06:30 és 07:30 között és időnként tüzeltek rájuk az erődökből, de azok nem vonták fel lobogóikat. Utóbb említett időpontban mindkét hajó felvonta a német lobogót és jelzést adtak le minden nem harcolónak, asszonynak és gyermeknek, a város azonnali elhagyására, mivel szándékukban áll tüzet nyitni.
Nagyjából 07:45-kor a két hajó a dombon lévő ütegeket tűz alá vette és hamar elnémították őket. A ZÉLÉE ágyúnaszád amellett a WALKÜRE német gőzös mellett állt, melyet a franciák augusztus 12-én fogtak el Makateánál. A WALKÜRE a rakpartnál állt. Miután a németek végeztek a szárazföldi ütegekkel, a tüzüket áthelyezték a ZÉLÉE-re és három lövedékkel elsüllyesztették azt. Ugyanezek a lövedékek súlyosan megrongálták a gőzöst; nagy lyuk keletkezett a hajótesten, a felépítménye részben leszakadt és a kéménye megsérült.
Az ágyúnaszád elpusztításával be nem telve a hajóágyúkat a városra irányozták, pusztító hatással. A célba vett terület két háztömböt tett ki és ebbe a piactér is bele foglaltatott; [a lövetett terület] az A.B. Donald’s üzlettől a Rue Bonnardig tartott. Ez az egész terület a Donald’s üzlet elülső részét, a norvég konzulátust és a piactér felét leszámítva ma egy füstölgő romhalmaz. A rakpart egyes részei és a vámépület elpusztultak. A város más részein lévő épületeket is ütöttek át gránátok és kisebb károk érték a kikötőben lévő hajókat. Ezen információkkal írhatók le a főbb anyagi károk.
Két ember halálát gránátok okozták; egy helyi lakost az altestén, egy kínait a hátán ért lövedék. Mindketten a fent leírt tűz alá vett zónában tartózkodtak. Egy lovat, mely egy bizonyos Lambert úr tulajdonát képezte, egy az istállóba becsapódó robbanólövedék miatt pusztult el. Ugyanez a gránát tönkretette Lambert úrnak az istálló közelében álló lakóházát is.
Csaknem minden lövedék robbanólövedék volt és a repeszek esőként hulltak a város teljes alsó részére mikor a lövedékek felrobbantak. A becslések szerint a csatahajók nem kevesebb, mint 150 lövést adtak le. A lövetés nagyjából két és fél óráig tartott; az első órában időközönként lőttek, ezután folyamatos tüzelésre váltottak.
A hadihajók vélhetőleg a SCHARNHORST és a GNEISENAU voltak a kínai állomáshelyről, vagy talán a YORCK és a ROON, két hasonló kinézetű hajó. A nevüket biztosan nem lehetett megállapítani, az azonosításukkal csak az árbocok, kémények és az általános megjelenés alapján lehetett próbálkozni.
Az anyagi kárt a mai napon, óvatos becslések alapján körülbelül 1,25 millió dollárra teszik. 
Amerikaiak nem vesztették életüket és csak egyikük, név szerint James Hay sérült meg éspedig egy az arcán szerzett felületi horzsolás által, melyet egy gránátrepesz okozott. Két fő, egy francia és egy helyi születésű lakos könnyű sérüléseket szereztek; a kikötő védői közül senkit nem ért találat. Tekintettel a leadott lövések számára és a gránátok fajtájára csoda, hogy emberéletben nem esett nagyobb kár.
Az a tény, hogy az amerikai WILLIAM ÜLSEN sóner San Franciscóból, parancsnoka Daniel McDonald kapitány, az [olvashatatlan szó] & Co. üzlet előtt volt kikötve, kétségtelenül hozzájárult ahhoz, hogy az üzletépület meg lett óva a pusztulástól. A kapitány felhúzatta a lobogót és ez a németek tüzét a közvetlen közelétől távol tartotta. Bár kisebb gránátrepeszek eltalálták a sóner kötélzetét, a kapitány a kárt körülbelül 15.- dollárra teszi. A tegnapi hadműveletekben az amerikaiak közül Charles H. Norris szenvedte a legnagyobb károkat. A lerombolt területen volt egy lerakatja és elveszítette az összes üzleti dokumentumát és néhány árut, amit raktáron tartott. Vaníliával, autóalkatrészekkel és élelmiszer-specialitásokkal kereskedett.
A hadihajók 11 órakor való visszavonulásukkor északi irányra álltak, talán északnál egy kissé keletibb irányra és egyesek azt gyanították, hogy Makatea szigete felé veszik az irányt, hogy a szénbunkereiket feltöltsék, majd ezután visszatérjenek Tahitire, hogy a szigetet meghódítsák és megszállják. Eddig, 26 óra elteltével, nem mutatkoztak újra.
Amint a hajók felvonták a német lobogót, a papeete-i helyi hatóságok meggyújtották a kormányzati készleteket, hogy azok ne kerülhessenek az ellenség kezére amennyiben megpróbálkozna a partraszállással. A konzulátustól csak egy háztömbnyire lévő nagy raktárházban tárolt szénkészletek még mindig hevesen égnek, habár a tüzet állítólag már sikerült megfékezni. Az elpusztított területen lefele az úton még további tüzek égnek, de ezeket nem tartják fenyegetőnek, mivel folyamatosan locsolják.
Előkészületeket tettek egy partraszállási kíséret visszaverésére; a csapatok és a haditengerészet parancsnokai azt közölték, hogy az utolsó emberig harcolni fognak. A dolgok állása szerint nem tehettek semmit a cirkálók jóval erősebb fegyverzete ellen, melyek az ütegeket elhallgattatták és ezután a várossal játszadoztak. A hadihajók javára meg kell említeni, hogy mindkettő – a városra való tűz megnyitása előtt – parlamenterzászlót húzott fel és nyilvánvalóan tárgyalni akartak volna; de a jelzéseiket nem vették figyelembe. Miután méltányos ideig várakoztak arra, hogy a városból kiküldjenek hozzájuk egy csónakot, amire azonban nem került sor, tüzet nyitottak.
Véleményem szerint a hadihajók kétségtelenül el akarták magukat látni szénnel; de a várost talán egyáltalán nem háborgatták volna, ha a szárazföldi ütegek nem nyitottak volna elsőként tüzet rájuk. Felgyorsultak az események, miután a hajók irányába több lövést is leadtak és azokon cselekvésre kényszerítve érezték magukat.
A reggeli hadműveletek miatt délután a Compagnie Navale de l'Oceanie SAINT FRANCIS nevű gőzösét a Fidzsi-szigeteken lévő Suvára küldték, hogy riadóztasson és lehetőség szerint a brit és japán rajokat a németek ezen vizeken való jelenlétéről értesítse. A német civileket, akiket Motu-Uta szigetén már egy hónapja vagy öt hete hadifogolyként tartottak fogva – még ha a kormányzó nem is akarja őket így minősíteni –, tegnap délután áthozták a szigetről, a gyarmati börtönbe zárták őket és úgy mondják, mindegyikőjüket kivégzéssel fenyegették meg arra az esetre, ha a várost ismét támadás érné. Azt mesélik, hogy a foglyok próbáltak jelzéseket leadni a hajóknak a szigetükről, mely a sziklazátony közelében fekszik.
A WALKÜRÉt, habár súlyosan sérült volt, a bejárathoz vontatták és ott helyezték el, hogy a hadihajók ismételt feltűnése esetén elsüllyeszthessék. Ma minden nyugodt a kikötőben, az üzletek átmenetileg zárva tartanak és a tegnap elmenekülők ma sietve térnek vissza az otthonaikba.”

## Fordítás
- Ez a szócikk részben vagy egészben  a   Bombardment of Papeete című angol Wikipédia-szócikk ezen változatának fordításán alapul.  Az eredeti cikk szerkesztőit annak laptörténete sorolja fel. Ez a jelzés csupán a megfogalmazás eredetét és a szerzői jogokat jelzi, nem szolgál a cikkben szereplő információk forrásmegjelöléseként.

## További olvasmányok
- Gasse, Michel. Tahiti 1914 – Le vent de guerre (french nyelven). Lardy, France: A la frontière (maison d'édition), 352. o. (2009). ISBN 978-2-918665-00-7
- Dick, E.. Das Kreuzergeschwader. Sein Werden, sein Sieg und Untergang (német nyelven). Berlin: E. S. Mittler & Sohn, 233. o. (1917). ISBN 3452327779